# Chodkowo
Chodkowo – wieś sołecka w Polsce, położona w województwie mazowieckim, w powiecie płockim, w gminie Bodzanów, której od 1 stycznia 2021 jest siedzibą.
W latach 1975–1998 miejscowość administracyjnie należała do województwa płockiego.

## Siedziba gminy
Zgodnie z prawem od 1 stycznia 2021 Chodkowo jest siedzibą gminy Bodzanów. Z dniem 1 stycznia 2024 do dotychczasowego obszaru miasta Bodzanów włączono działki ewidencyjne z obszaru obrębu ewidencyjnego Chodkowo, w tym m.in. działkę na której znajduje się Urząd Miasta i Gminy Bodzanów. Oficjalna siedziba gminy nie została jak dotąd zmieniona, przez co Chodkowo pozostaje nadal formalną siedzibą gminy Bodzanów, mimo że faktyczna siedziba Urzędu Miasta i Gminy znajduje się w granicach miasta Bodzanów.